# Mory Touré
Pour les articles homonymes, voir Mory et Touré.
Mory Touré est un homme de culture qui évolue dans le secteur des médias en Afrique et dans le monde  et animateur radio guinéen né en Côte d'Ivoire et malien d’adoption. Il est l'initiateur de Radio Afrika et correspondant de Radio France international dans l'émission couleur tropicale.

## Biographie

### Enfance et débuts
Mory Touré arrête ses études en classe de 3e à la suite du mouvement de contestation estudiantin de février 1990 à l’Université de Yopougon avec, le mois suivant, l’incidence de voir toutes les écoles de Côte d’Ivoire fermées. Dans les années 1990, Mory Touré développe un grand intérêt pour la musique en tant que vendeur de cassette en Côte d’Ivoire, comme également disquaire et promoteur de spectacles. Poussé par l'instabilité socio politique en Côte d’Ivoire il se retrouve animateur de radio au début des années 2000 au Mali. Il côtoie plusieurs personnalités de l'industrie culturelle en Afrique, et il voyage dans la sous-région pour des concerts en tant que manager de quelques artistes maliens, ou comme régisseur de quelques concerts.

### Carrière
En 2013, Mory Touré crée Radio Afrika en France qui compte une quarantaine de radio dans une vingtaine de pays il se pose comme défenseur de la culture africaine, pour lui les africains ne se connaissent pas assez, et avec Radio Afrika Mory Touré couvre plusieurs événements d’Afrique et d’Europe à l'instar de: 
- Festival bout du monde en France
- Festival des vieilles en Franc
- MASA en Côte d’Ivoire
- SICA au Bénin
- FESCILOM au Togo
- FEMUA en Côte d’Ivoire
- TAMANI au Mali
- Concert N’Faly Kouyaté à L’AB de Bruxelles en Belgique
- Escale Bantoo au Cameroun
- YAMEX (Yaoundé Music Expo) au Cameroun
- Rencontres musicales africaine (REMA) au Burkina Faso

Radio Afrika, reçoit en studio beaucoup d’interviews d’artistes d’origine africaine, d’hommes de médias, d’acteurs culturels issus du continent africain. Mory Touré est Membre du jury du Prix Découverte RFI.

## Radios
Mory Touré anime plusieurs radio et est aussi correspond de plusieurs émissions: 
- Radio Oxygènes au Mali.
- Correspondant Couleurs Tropicales RFI avec Claudy Siar.
- Chroniqueur sur Radio Nova France.
- La Voix de l’Amérique[8]VOA.
- Correspondant au Mali de RFI Couleurs tropicales.
- Correspondant de TV5 Monde .
- DW Afrique.

## Prix et récompenses
- 2015: Prix spécial au concours France s’engage au Sud[9].